# WISE 1150+6302
WISE 1150+6302 (= WISE J115013.85+630241.5) is een bruine dwerg met een spectraalklasse van T8. De ster bevindt zich 26,2 lichtjaar van de zon.